# Eulenspygel
Eulenspygel war eine deutsche Progressive-Rock-Band, die 1971 gegründet wurde. Ihre Musik spannte sich von Rock über Jazzeinflüsse bis zum Sprechgesang. Die Band gehört zu den ersten Rockbands, die deutsche Texte sangen – meist politische Statements, insbesondere Kritik an der westlichen Gesellschaft, etwa am Kapitalismus, am Schulsystem, an der Umweltzerstörung und am Vietnamkrieg.
Bekannt wurden die Lieder Konsumgewäsche aus der LP Eulenspygel 2, das auch als Single erschien und häufig auf dem Sender SWF3 in der Sendung PopShop zu hören war, und Der Fremde aus der LP Ausschuß von 1972. 

## Geschichte
Eulenspygel wurde 1971 im Raum Stuttgart/Esslingen/Plochingen gegründet. Ein Teil der Musiker hatte zuvor der Band Royal Servants angehört, die englischsprachige Texte gesungen hatte. Anfangs bestand die Besetzung aus Detlev Nottrodt (E-Gitarre, Gesang), Matthias James Thurow (E-Gitarre, Violine, Mellotron, Sitar), Ronald Libal (E-Bass), Mulo Maulbetsch (Gesang), Günter Klinger (Schlagzeug), Cornelius Hauptmann (Querflöte, Saxophon) und Karl-Heinz Großhans (Keyboard). Nottrodt und Thurow waren auch die Komponisten der Band. Hauptmann und Großhans hatten eine klassische Ausbildung, Hauptmann wurde später ein bekannter Opern- und Konzertsänger. Die Band erhielt einen Vertrag beim Plattenlabel Intercord, das eigens das Sub-Label Spiegelei gründete, in dem dann zahlreiche Krautrock-Alben erschienen. Das erste Eulenspygel-Album wurde 2 genannt; das Cover mit einem Küken, das in einer Bratpfanne auf einem toten Singvogel und einem Spiegelei steht, erregte Aufsehen. Das zweite Album, Ausschuß, wurde im Apple Studio in London aufgenommen. Eine Seite besteht aus dem Stück Abfall, das im Stil einer Rockoper von einem Heimkind handelt. Das Stück Staub auf deinem Haar ist im Fünfvierteltakt geschrieben.
Ab 1973 kam es zu Umbesetzungen. Nic Nicoll spielte ab diesem Jahr Sopransaxophon und Klarinette. Nach der Neugründung 1976 änderte die Band ihren Stil Richtung Popmusik bzw. Folkrock. 1976/1977 kam Peter Weber neu als Bassist in die Band. 1977 bis 1984 war Peter Garratoni der Schlagzeuger. Als Gitarrist kam Günter Marek in die Band. Zusammen mit Georg Köberlein machte Eulenspygel zunehmend „Spaßmusik“, die sich stilistisch dem Punk und der New Wave näherte. Schließlich benannte sich die Band in Zong um.

## Diskografie

### Alben
- 1971: 2 (Spiegelei/Intercord) – RI (CD) 1999
- 1972: Ausschuß (Spiegelei/Intercord) – RI (CD) 2000[4]
- 1979: Eulenspygel (Bellaphon Records)
- 1983: Laut und deutlich (Neue Welt Schallplatten)[5]
- 1990: Deutsche Wertarbeit der neuen deutschen Welle (Delta Music)
- 2004: Staub auf deinem Haar (Live 1973) (Garden of Delights)[6]

### Singles
- 1971: Till / Konsumgewäsche (Spiegelei/Intercord)